# Ali Ben Ali
Ali Ben Ali (em árabe: علي بن علي; nascido em 23 de julho de 1933) é um ex-ciclista tunisiano. Ele representou sua nação em dois eventos nos Jogos Olímpicos de Roma 1960.